# Edmond de la Fontaine
Edmond de la Fontaine (* 24. Juli 1823 in Luxemburg-Stadt, Place Guillaume II; † 24. Juni 1891 in Vianden), genannt Dicks, war Jurist und Autor von Komödien, Gedichten und Liedern in luxemburgischer Sprache.

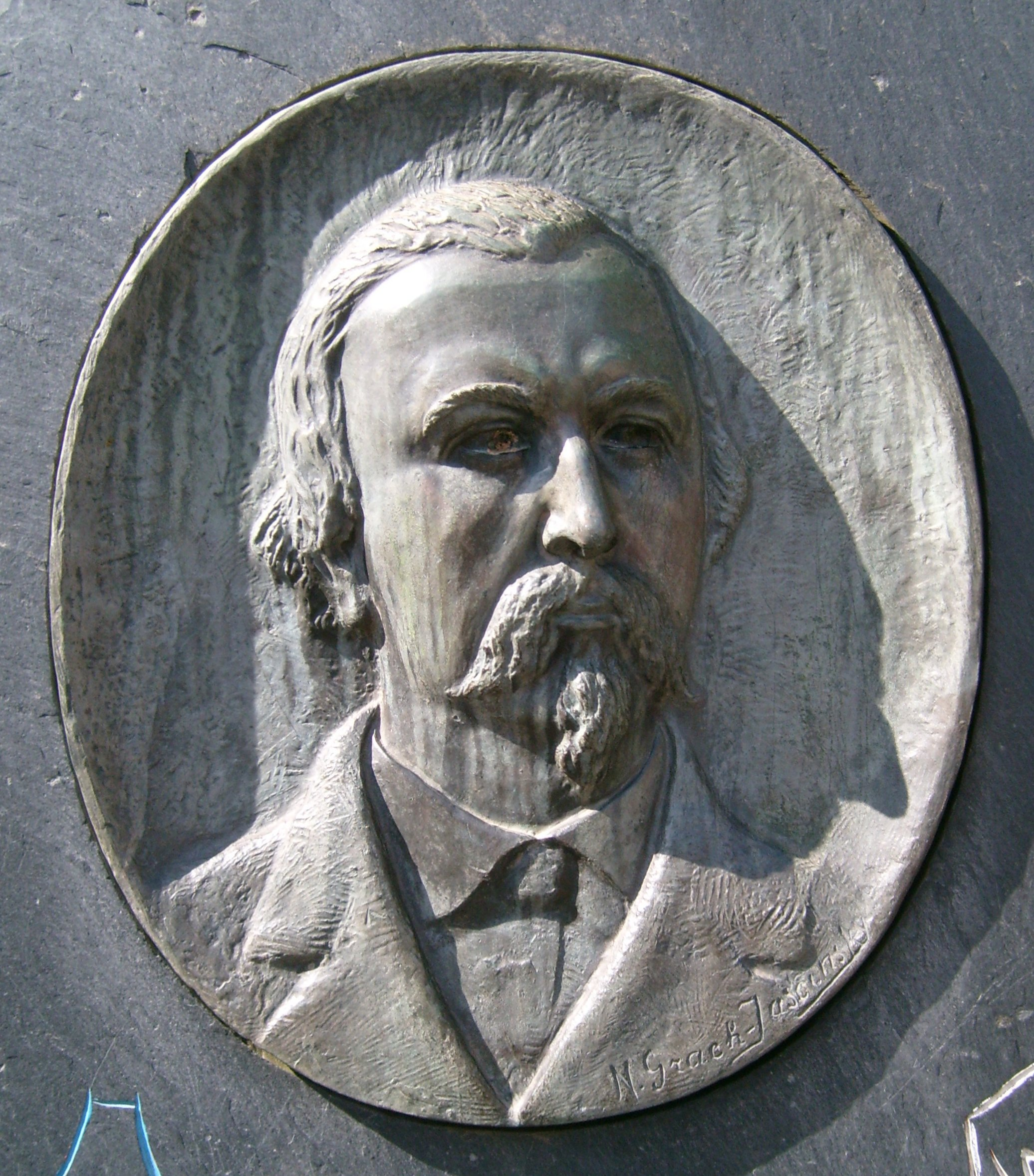
Edmond de la Fontaine aka Dicks

## Leben
Lucien Irvin Edmond de la Fontaine war der dritte Sohn von Gaspard Théodore Ignace de la Fontaine und Joséphine Francq. 1841 wurde sein Vater vom niederländischen König Wilhelm II. zum Gouverneur des Großherzogtums Luxemburg ernannt.
Nach seinem Abitur 1844 studierte la Fontaine bis 1847 in Lüttich und Heidelberg. 1850 wurde er als Rechtsanwalt vereidigt. 1852 erfolgte seine Ernennung zum zweiten Ergänzungsrichter am Friedensgericht in Luxemburg, im Jahr darauf zum ersten Ergänzungsrichter.
Von 1867 bis 1870 war la Fontaine Bürgermeister von Stadtbredimus. Mit seiner Frau Elise Dutreux (1828–1907), die er 1858 geheiratet hatte, wohnte er im dortigen Schloss. Das Ehepaar hatte zwei Söhne, Alfred und Adrien, und eine Tochter, Eugénie.
Am 5. Januar 1881 wurde er Friedensrichter des Kantons Vianden. Bis zu seinem Tod lebte er fortan in Vianden. Zwei Jahre nach seinem Tod wurden seine sterblichen Überreste nach Stadtbredimus überführt, wo er im Familiengrab beigesetzt ist. Nach dem Tode von Michel Lentz, einem weiteren bekannten luxemburgischen Schriftsteller und Dichter, wurde 1903 zu Ehren der beiden Persönlichkeiten das Dicks-Lentz-Monument neben der Place d’Armes in Luxemburg-Stadt errichtet.
Edmond de la Fontaine war der Bruder des Botanikers Léon de la Fontaine und des Zoologen Alphonse de la Fontaine.
Im ganzen Großherzogtum Luxemburg sind Straßen nach ihm benannt.

## Werke (Auswahl)

### Gedichte
- De Wëllefchen a de Fiischen (Das Wölfchen und das Füchslein)
- D'Vulleparlament am Gréngewald (Das Vogelparlament im Grünewald)
- Am Wanter (Im Winter)

### Lieder
- Liss, du bass mäi Caprice (Liss, du bist meine Laune)
- Den Hexemeeschter (Der Hexenmeister)
- D'Pierle vum Da (Die Perlen vom Tau)
- D'Fescher an d'Jeer (Die Fischer und die Jäger)

### Theaterstücke
- Scholdschäin (Schuldschein), erstes Theaterstück in luxemburgischer Sprache (1855)
- De Koséng (Der Cousin)
- Mumm Séiss (Mutter Suse), das erfolgreichste Stück von Dicks
- Kiirmesgäscht (Kirmesgäste)
- Op der Juegd (Auf der Jagd)
- De Ramplassang

### Studien
- Luxemburger Sagen und Legenden (1882)
- Luxemburger Sitten und Bräuche (1883)